# سيسيل ماثيوز
سيسيل ماثيوز (بالإنجليزية: Cecil Matthews)‏ هو عداء مسافات طويلة نيوزيلندي، ولد في 13 أكتوبر 1914 في كرايستشرش في نيوزيلندا، وتوفي في 8 نوفمبر 1987 في أوكلاند في نيوزيلندا.

## وصلات خارجية
- سيسيل ماثيوز على موقع اللجنة الأولمبية الدولية (الإنجليزية)
- سيسيل ماثيوز على موقع أوليمبيديا (الإنجليزية)
- سيسيل ماثيوز على موقع اللجنة الأولمبية النيوزيلندية (الإنجليزية)
- سيسيل ماثيوز على موقع اتحاد ألعاب الكومنولث (مؤرشف) (الإنجليزية)
- سيسيل ماثيوز على موقع قاعة نيوزيلندا للمشاهير الرياضية (الإنجليزية)